# Conjugación en sánscrito
El Sánscrito hereda de su progenitor el idioma protoindoeuropeo  un sistema elaborado de morfología verbal, la gran parte de que queda preservada comparado con idiomas cognados como griego antiguo y latino.

## Dimensiones
La conjugación en sánscrito se trata de una interacción entre cinco 'dimensiones', número, persona, voz, modo y tiempo, con los siguientes variables:
| 1 | 3 números  | singular, dual, plural                                                                   |
| 2 | 3 personas | primera, segunda, tercera                                                                |
| 3 | 3 voces    | activa, media, pasiva                                                                    |
| 4 | 3 modos    | indicativo, optativo, imperativo                                                         |
| 5 | 7 tiempos  | presente, imperfecto, perfecto, aoristo, futuro perifrastico, futuro simple, condicional |

Además, los participios se consideran parte del sistema verbal aun si no son verbos en sí. El sánscrito clásico tiene solo un infinitivo, de forma acusativa.

## Fundación

### Raíces
El punto de partida del análisis morfológico del verbo en sánscrito es la raíz.. Comparado con los idiomas cognados, el sánscrito es más fácilmente analizable en su estructura morfológica, y sus raíces son más trasparentes.

### Bases y su formación
Antes del afijo de las terminaciones para representar el número, persona, etc., otros elementos pueden añadirse a la raíz. En todo caso, lo que queda como resultado es la base, a la cual se afijan las terminaciones finalmente.
Los siguientes tipos de proceso se pueden realizar sobre la raíz para formar la base:

#### Ningún proceso
Las terminaciones personales se afijan directamente a la raíz sin ninguna modificación. Con algunas excepciones, la raíz mantiene el acento y el grado segundo de alguṇa en las 3 personas del activo, y en otras partes, la terminación toma el acento y el grado de la raíz se disminuye.

#### Sufixión
Una vocal temática se añade antes del afijo de las terminaciones. En sánscrito, es -a-, heredado del protoindoeuropeo *-e-. La gran mayoría de los verbos en el idioma son temáticos. 
El sánscrito también hereda otros sufijos del idioma progenitor: -ya-, -ó- / -nó-, -nā-, and -aya-.

#### Infixión
Otro proceso a la raíz también heredado es la inserción de un exponente a dentro de la raíz. Todas las raíces sujetas a este proceso son que terminan en consonantes. En formas débiles, en infijo es solo un nasal (n, ñ, ṇ, ṅ), pero en formas fuertes eso se amplia a  -ná- y lleva el acento.

#### Reduplicación
La raíz puede ser sujeto a la reduplicación, donde una parte de sí mismo está prefijado durante el proceso de formar la base. 

### Terminaciones personales
Las terminaciones de conjugación en sánscrito indican la persona, número, y la voz. Las formas de las terminaciones varias según el tiempo y el modo. Las terminaciones son:
|            |         | Activa      | Activa | Activa      |       | Media    | Media             | Media   |
|            | Persona | Singular    | Dual   | Plural      |       | Singular | Dual              | Plural  |
| ---------- | ------- | ----------- | ------ | ----------- | ----- | -------- | ----------------- | ------- |
| Primaria   | 1       | -mi         | -vás   | -más        |       | -é       | -váhe             | -máhe   |
| Primaria   | 2       | -si         | -thás  | -thá        | -sé   | -ā́the    | -dhvé             |         |
| Primaria   | 3       | -ti         | -tás   | -ánti, -áti | -té   | -ā́te     | -ánte, -áte       |         |
|            |         |             |        |             |       |          |                   |         |
| Secundaria | 1       | -am         | -vá    | -má         |       | -í, -á   | -váhi             | -máhi   |
| Secundaria | 2       | -s          | -tám   | -tá         | -thā́s | -ā́thām   | -dhvám            |         |
| Secundaria | 3       | -t          | -tā́m   | -án, -ús    | -tá   | -ā́tām    | -ánta, -áta, -rán |         |
|            |         |             |        |             |       |          |                   |         |
| Perfecto   | 1       | -a          | -vá    | -má         |       | -é       | -váhe             | -máhe   |
| Perfecto   | 2       | -tha        | -áthus | -á          | -sé   | -ā́the    | -dhvé             |         |
| Perfecto   | 3       | -a          | -átus  | -ús         | -é    | -ā́te     | -ré               |         |
|            |         |             |        |             |       |          |                   |         |
| Imperativo | 1       | -āni        | -āva   | -āma        |       | -āi      | -āvahāi           | -āmahāi |
| Imperativo | 2       | -dhí, -hí,— | -tám   | -tá         | -svá  | -ā́thām   | -dhvám            |         |
| Imperativo | 3       | -tu         | -tā́m   | -ántu, -átu | -tā́m  | -ā́tām    | -ántām, -átām     |         |

Las terminaciones primarias se usan con el presente indicativo y formas del futuro. Las secundarias con el imperfecto, condicional, aorista, y optativo.

### Clases de verbo
En acuerdo con el proceso sufrido, las raíces del idioma sánscrito se clasifican en 10 clases o gaṇas, según cómo forman la base presente. Esta clasificación organizada en grupos temáticos y atemáticos son:
| Raíz  |       | Proceso                                  | Base     | gaṇa | Ejemplos de conjugación | Comentarios                                                                 |
| ----- | ----- | ---------------------------------------- | -------- | ---- | ----------------------- | --------------------------------------------------------------------------- |
| √bhū- | [ A ] | acento radical, gunado                   | bháv-    | 1    | bháv·a·ti               | El más común de las clases, casí la media parte de las raíces en el idioma. |
| √tud- | [ B ] | ninguno (acento terminal)                | tud-     | 6    | tud·á·ti                |                                                                             |
| √dív- | [ C ] | -ya- suffix                              | dī́v·ya-  | 4    | dī́v·ya·ti               |                                                                             |
| √cur- | [ D ] | -aya- con gradación radical, o -áya- sin | cór·aya- | 10   | cór·aya·ti              | Normalmente para formar las formas causativas, no una clase verdadera       |

| Raíz   |       | Proceso                     | Base                   | gaṇa | Ejemplos de conjugación              | Comentarios |
| ------ | ----- | --------------------------- | ---------------------- | ---- | ------------------------------------ | ----------- |
| √ad-   | [ E ] | Ninguno                     | ad-                    | 2    | at·ti at·tas ad·anti                 |             |
| √hu-   | [ F ] | reduplicación, acento varia | juhó- juhu- júhv-      | 3    | juhó·ti juhu·tás júhv·ati            |             |
| √su-   | [ G ] | sufijo -no-                 | su·nó- su·nu- su·nv-   | 5    | su·nó·ti su·nu·tás su·nv·ánti        |             |
| √tan-  | [ H ] | sufijo -o-                  | tan·ó- tan·u- tan·v-   | 8    | tan·ó·ti tan·u·tás tan·v·ánti        |             |
| √krī-  | [ I ] | -nā- suffix                 | krī·ṇā́- krī·ṇī- krī·ṇ- | 9    | krī·ṇā́·ti krī·ṇī·tás krī·ṇ-ánti      |             |
| √rudh- | [ J ] | infijo nasal                | ru·ṇá·dh- ru·n·dh-     | 7    | ru·ṇá·d·dhi ru·n·d·dhás ru·n·dh·ánti |             |

## Conjugación

### Alcance
El alcance de las formas a lo largo de los tiempos, modos, voces, personas y números serán:
| Sistema  | Tiempo      | Modo       | Terminaciones | Término convencional |
| -------- | ----------- | ---------- | ------------- | -------------------- |
| Presente | Presente    | Indicativo | Primario      | 'Presente'           |
| Presente | Presente    | Optativo   | Secondario    | 'Optativo'           |
| Presente | Presente    | Imperativo | Imperativo    | 'Imperativo'         |
| Presente | Imperfecto  | Indicativo | Secondario    | 'Imperfecto'         |
| Perfecto | Perfecto    | Indicativo | Perfecto      |                      |
| Aorista  | Aorista     | Indicativo | Secondario    |                      |
| Aorista  | Benedictivo | Optativo   | Secondario    |                      |
| Futuro   | Futuro      | Indicativo | Primario      |                      |
| Futuro   | Conditional | Indicativo | Secondario    |                      |

Además, el sánscrito tiene las conjugaciones 'secundarias' o 'derivadas':
- Pasivo
- Intensivo
- Desiderativo
- Causativo
- Denominativo

Las formas non-finitas son:
- Participios[n 10]
- Infinitivo
- Gerundo

### Partes principales
Es difícil generalizar cuántas partes principales tiene un verbo en sánscrito. Por la gran mayoría de los verbos, la conjugación puede aclararse con la 5 primeras de las formas siguientes:
| Parte             | √bhū-      | √kṛ-               |
| ----------------- | ---------- | ------------------ |
| Presente          | bháv·a·ti  | kar·ó·ti kur·u·tás |
| Participio pasado | bhū·tá     | kṛ·tá              |
| Infinitivo        | bháv·i·tum | kár·tum            |
| Perfecto          | babhū́·va   | cakā́r·a            |
| Aorista           | á·bhū·t    | á·kār·ṣ·īt         |

## Sistema presente

### Clases temáticas
Se puede demostrar la conjugación con el verbo √bhū- bháv-, de clase 1.

#### Presente
|          | Activo    | Activo      | Activo     | Medio     | Medio       | Medio       |
| Singular | Dual      | Plural      | Singular   | Dual      | Plural      |             |
| -------- | --------- | ----------- | ---------- | --------- | ----------- | ----------- |
| 1        | bháv·ā·mi | bháv·ā·vas  | bháv·ā·mas | bháv·e    | bháv·ā·vahe | bháv·ā·mahe |
| 2        | bháv·a·si | bháv·a·thas | bháv·a·tha | bháv·a·se | bháv·ethe   | bháv·a·dhve |
| 3        | bháv·a·ti | bháv·a·tas  | bháv·anti  | bháv·a·te | bháv·ete    | bháv·ante   |

#### Imperfecto
El aumento siempre lleva al acento.
|          | Activo     | Activo       | Activo      | Medio         | Medio         | Medio          |
| Singular | Dual       | Plural       | Singular    | Dual          | Plural        |                |
| -------- | ---------- | ------------ | ----------- | ------------- | ------------- | -------------- |
| 1        | á·bhav·a·m | á·bhav·ā.va  | á·bhav·ā·ma | á·bhav·e      | á·bhav·ā·vahi | á·bhav·ā·mahi  |
| 2        | á·bhav·a·s | á·bhav·a·tam | á·bhav·a·ta | á·bhav·a·thās | á·bhav·ēthām  | á·bhav·a·dhvam |
| 3        | á·bhav·a·t | á·bhav·a·tām | á·bhav·an   | á·bhav·a·ta   | á·bhav·ētām   | á·bhav·anta    |

#### Optativo
|          | Activo      | Activo     | Activo      | Medio       | Medio          | Medio        |
| Singular | Dual        | Plural     | Singular    | Dual        | Plural         |              |
| -------- | ----------- | ---------- | ----------- | ----------- | -------------- | ------------ |
| 1        | bháv·e·y·am | bháv·e·va  | bháv·e·ma   | bháv·e·ya   | bháv·e·vahi    | bháv·e·mahi  |
| 2        | bháv·e·ḥ    | bháv·e·tam | bháv·e·ta   | bháv·e·thās | bháv·e·y·āthām | bháv·e·dhvam |
| 3        | bháv·e·t    | bháv·e·tām | bháv·e·y·us | bháv·e·ta   | bháv·e·y·ātām  | bháv·e·ran   |

#### Imperativo
|          | Activo    | Activo     | Activo     | Medio      | Medio       | Medio        |
| Singular | Dual      | Plural     | Singular   | Dual       | Plural      |              |
| -------- | --------- | ---------- | ---------- | ---------- | ----------- | ------------ |
| 1        | bháv·āni  | bháv·āva   | bháv·āma   | bháv·ai    | bháv·āvahai | bháv·āmahai  |
| 2        | bháv·a    | bháv·a·tam | bháv·a·ta  | bhav·a·sva | bháv·ethām  | bháv·a·dhvam |
| 3        | bháv·a·tu | bháv·a·tām | bháv·a·ntu | bháv·a·tām | bháv·e·tām  | bháv·a·ntām  |

### Clases atemáticas

#### Presente
Con √kṛ-, 'hacer'.
|          | Activo   | Activo     | Activo              | Medio    | Medio      | Medio      |
| Singular | Dual     | Plural     | Singular            | Dual     | Plural     |            |
| -------- | -------- | ---------- | ------------------- | -------- | ---------- | ---------- |
| 1        | kar·ó·mi | kur·vás    | kur·más             | kur·vé   | kur·váhe   | kur·máhe   |
| 2        | kar·ó·ṣi | kur·u·thás | kur·u·thá           | kur·u·ṣé | kur·v·ā́the | kur·u·dhvé |
| 3        | kar·ó·ti | kur·u·tás  | kur·v·ánti/juhv·áti | kur·u·té | kur·v·ā́te  | kur·v·áte  |

#### Imperfecto
|          | Activo      | Activo      | Activo                 | Medio        | Medio        | Medio         |
| Singular | Dual        | Plural      | Singular               | Dual         | Plural       |               |
| -------- | ----------- | ----------- | ---------------------- | ------------ | ------------ | ------------- |
| 1        | á·kar·ava·m | á·kur·va    | á·kur·ma               | á·kur·vi     | á·kur·vahi   | á·kur·mahi    |
| 2        | á·kar·o·s   | á·kur·u·tam | á·kur·u·ta             | á·kur·u·thās | á·kurv·āthām | á·kur·u·dhvam |
| 3        | á·kar·o·t   | á·kur·u·tām | á·kur·v·an/á·juh·av·us | á·kur·u·ta   | á·kur·v·ātām | á·kur·v·ata   |

#### Optativo
Con el sufijo -yā́- en al activo, -ī- en el medio.
|          | Activo   | Activo     | Activo    | Medio       | Medio         | Medio        |
| Singular | Dual     | Plural     | Singular  | Dual        | Plural        |              |
| -------- | -------- | ---------- | --------- | ----------- | ------------- | ------------ |
| 1        | kur·yā́·m | kur·yā́·va  | kur·yā́·ma | kurv·ī·yá   | kurv·ī·váhi   | kurv·ī·máhi  |
| 2        | kur·yā́·s | kur·yā́·tam | kur·yā́·ta | kurv·ī·thā́s | kurv·ī·yā́thām | kurv·ī·dhvám |
| 3        | kur·yā́·t | kur·yā́·tām | kur·yús   | kurv·ī·tá   | kurv·ī·yā́tām  | kurv·ī·rán   |

#### Imperativo
|          | Activo     | Activo     | Activo              | Medio     | Medio         | Medio         |
| Singular | Dual       | Plural     | Singular            | Dual      | Plural        |               |
| -------- | ---------- | ---------- | ------------------- | --------- | ------------- | ------------- |
| 1        | kar·áv·āni | kar·áv·āva | kar·áv·āma          | kar·áv·ai | kar·áv·āvahai | kar·áv·āmahai |
| 2        | kur·ú      | kur·u·tám  | kur·u·tá            | kur·u·ṣvá | kur·v·ā́thām   | kur·u·dhvám   |
| 3        | kar·ó·tu   | kur·u·tā́m  | kur·v·ántu/juhv·átu | kur·u·tā́m | kur·v·ā́tām    | kur·v·átām    |

## Sistema perfecto
Aquí la base se forma con reduplicación y tiene formas 'fuertes', en grado 1 o 2, y 'débiles', en grado 0.
|          | Activo    | Activo     | Activo   | Medio   | Medio     | Medio     |
| Singular | Dual      | Plural     | Singular | Dual    | Plural    |           |
| -------- | --------- | ---------- | -------- | ------- | --------- | --------- |
| 1        | cakā́r·a   | cakṛv·á    | cakṛm·á  | cakr·é  | cakṛ·váhe | cakṛ·máhe |
| 2        | cakár·tha | cakr·áthus | cakr·á   | cakṛ·sé | cakr·ā́the | cakṛ·dhvé |
| 3        | cakā́r·a   | cakr·atús  | cakr·ús  | cakr·é  | cakr·ā́te  | cakri·ré  |

## Sistema futuro

### Futuro simple
La base se forma con el afijo -sya- o -iṣya- y lleva el grado 1. 
|          | Activo      | Activo        | Activo       | Medio       | Medio         | Medio         |
| Singular | Dual        | Plural        | Singular     | Dual        | Plural        |               |
| -------- | ----------- | ------------- | ------------ | ----------- | ------------- | ------------- |
| 1        | kar·iṣyā́·mi | kar·iṣyā́·vas  | kar·iṣyā́·mas | kar·iṣy·é   | kar·iṣyā́·vahe | kar·iṣyā́·mahe |
| 2        | kar·iṣyá·si | kar·iṣyá·thas | kar·iṣyá·tha | kar·iṣyá·se | kar·iṣy·éthe  | kar·iṣyá·dhve |
| 3        | kar·iṣyá·ti | kar·iṣyá·tas  | kar·iṣy·ánti | kar·iṣyá·te | kar·iṣy·éte   | kar·iṣy·ánte  |

## Participios
Participios son adjetivos verbales, una forma del verbo no-finito. Se derivan de las raíces verbales, pero se comportan como adjetivos.
El sánscrito hereda un sistema altamente avanzado de participios desde proto-indo-europeo, preservando algunas de las características más arcaicas del progenitor.
Un tal elemento participio que se encuentra en casi todos los idiomas indoeuropeos, incluso el español, es -nt-. Eso se ve in pIE *bheront-, de *bher- 'llevar, portar', sánscrito bharan(t)-, griego φέρων- (pheron-), latín feren(t)-, todo con el mismo significado.
Las formas posibles con 2 verbos representativos: (√nī-, nayati cl. 1 & √dhā-, dadhāti cl. 3):
|           | Activo      | Medio         | Pasivo                      |
| --------- | ----------- | ------------- | --------------------------- |
| Presente: | náy·ant-    | náy·a·māna-   | nī·yá·māna-                 |
| Perfecto: | ninī·vā́ṅs-  | niny·āná-     | nī·tá-                      |
| Futuro:   | ne·ṣy·ánt-  | ne·ṣyá·māṇa-  | ne·tavyá- né·ya-            |
|           | Activo      | Medio         | Pasivo                      |
| Presente: | dadh·át-    | dadh·āná-     | dhī·yá·māna-                |
| Perfecto: | dadhi·vā́ṅs- | dadh·āná-     | hi·ta-                      |
| Futuro:   | dhā·sy·ánt- | dhā·syá·māna- | dhā·tavyá- dhā·nī́ya dhé·ya- |

## Otras formas no-finitas

### Infinitivo
El infinitivo origina como la forma acusativa de un nombre verbal arcaico. La terminación -tum, parecido al supino en latín, se afija a la raíz, la que lleva el acento y tiene su vocal gunada, i.e., en grado 1, y con -i- auxiliario cuando necesario.
- √kṛ- -> kár·tum
- √gam- -> gán·tum
- √bhū- -> bháv·i·tum

## Glosario
1. ↑  ser
2. ↑  golpear, batir; cognado con latíno tundo y studium
3. ↑  lanzar (dados)
4. ↑  robar
5. ↑  comer; tambien cognado: lat com·ed·ere
6. ↑  llamar, invocar, sacrificar, cognado con inglés 'god', see ǵʰewH- y ǵʰew-
7. ↑  exprimir (jugo)
8. ↑  extender; cognado con 'tenue', see ten- and tn̥néwti
9. ↑  comprar
10. ↑  frenar, detener

## Glosario tradicional y notas
1. ↑   vacana
2. ↑   puruṣa
3. ↑  prayoga
4. ↑  artha
5. ↑  kāla
6. ↑  eka·vacana
7. ↑  dvi·vacana
8. ↑  bahu·vacana
9. ↑  prathama·puruṣa
10. ↑  dvitīya·puruṣa
11. ↑  tṛtīya·puruṣa
12. ↑  kartari·prayoga
13. ↑  karmaṇi·prayoga
14. ↑  bhāve·prayoga
15. ↑  dhātu
16. ↑  bhu·ādi
17. ↑  tud·ādi
18. ↑  div·ādi
19. ↑  cur·ādi
20. ↑  ad·ādi
21. ↑  juhauty·ādi
22. ↑  su·ādi
23. ↑  tan·ādi
24. ↑  kry·ādi
25. ↑  rudh·ādi